# Pastena
Pastena é uma comuna italiana da região do Lácio, província de Frosinone, com cerca de 1.672 habitantes. Estende-se por uma área de 42 km², tendo uma densidade populacional de 40 hab/km². Faz divisa com Castro dei Volsci, Falvaterra, Lenola (LT), Pico, San Giovanni Incarico.

## Demografia
| Variação demográfica do município entre 1861 e 2011                               |
|                                                                                   |
| Fonte: Istituto Nazionale di Statistica (ISTAT) - Elaboração gráfica da Wikipedia |